# Rollbahn Großfragant
| Aufbereitungsanlage, Großfragant, 1915–1918 |                     |                                             |                                             |
| Wanderweg auf der stillgelegten Trasse Lagekarte von den Stollen im Großfraganttal bis zur Tauernbahn bei Obervellach |                     |                                             |                                             |
| Streckenlänge: | 4,4 km              |                                             |                                             |
| Spurweite: | 600 mm (Schmalspur) |                                             |                                             |
| |                     |                                             |                                             |
| \| \| \| Stollen \| \| \| \| 0,0 \| Stollenmundloch Großfragant \| Stollenmundloch Großfragant \| \| \| \| Rollbahn Großfragant \| \| \| \| 4,4 \| Bergstation der Materialseilbahn Grafenberg \| Bergstation der Materialseilbahn Grafenberg \| \| \| \| Materialseilbahn \| \| \| \| 0,0 \| Talstation der Materialseilbahn \| Talstation der Materialseilbahn \| \| \| \| Rollbahn Mölltal \| \| \| \| 8,0 \| Talstation der Materialseilbahn Raufen \| Talstation der Materialseilbahn Raufen \| \| \| \| Materialseilbahn \| \| \| \| \| Bergstation der Materialseilbahn[1][2] \| \| \| \| \| Tauernbahn: Obervellach \| \| |                     |                                             |                                             |
| Betriebsstelle Streckenanfang (Strecke außer Betrieb) (im Tunnel) |                     | Stollen                                     | Stollen                                     |
| Tunnelende (Strecke außer Betrieb) | 0,0                 | Stollenmundloch Großfragant                 | Stollenmundloch Großfragant                 |
| Strecke (außer Betrieb) |                     | Rollbahn Großfragant                        | Rollbahn Großfragant                        |
| Dienststation / Betriebs- oder Güterbahnhof (Strecke außer Betrieb) | 4,4                 | Bergstation der Materialseilbahn Grafenberg | Bergstation der Materialseilbahn Grafenberg |
| |                     | Materialseilbahn                            |                                             |
| Dienststation / Betriebs- oder Güterbahnhof (Strecke außer Betrieb) | 0,0                 | Talstation der Materialseilbahn             | Talstation der Materialseilbahn             |
| Strecke (außer Betrieb) |                     | Rollbahn Mölltal                            | Rollbahn Mölltal                            |
| Dienststation / Betriebs- oder Güterbahnhof (Strecke außer Betrieb) | 8,0                 | Talstation der Materialseilbahn Raufen      | Talstation der Materialseilbahn Raufen      |
| |                     | Materialseilbahn                            |                                             |
| Betriebs-/Güterbahnhof Streckenende (Strecke außer Betrieb) |                     | Bergstation der Materialseilbahn            | Bergstation der Materialseilbahn            |
| Bahnhof quer |                     | Tauernbahn: Obervellach                     | Tauernbahn: Obervellach                     |

Die Rollbahn Großfragant war eine während des Ersten Weltkriegs von den österreichisch-ungarischen Landstreitkräften betriebene Feldbahn bei Innerfragant in Österreich.

## Geschichte
Vom Ende des 17. Jahrhunderts bis zum Ende des Ersten Weltkrieges wurden in der Großfragant Kupfer und Schwefel bergmännisch abgebaut. Die Lagerstätte wurde 1689 entdeckt und von Hans Adam Stampfer erschlossen. Anfangs konnten die Kupfererze nur im Winter mit Schlitten und Sackzügen ins Tal transportiert werden. 1872–1876 gab es nur geringe Bergbautätigkeit. Ab 1890 wurde der Bergbau intensiviert.
Um den Transport zu vereinfachen, wurde 1906 die 4400 Meter lange Feldbahn für den Erztransport angelegt. Die unter Tage eingesetzten Hunte wurden darauf von Hand zur kurz zuvor neu errichteten Seilbahn geschoben oder mit Zugtieren dorthin gezogen.
Im Ersten Weltkrieg wurde der Bergbau von der 10. Armee betrieben. In dieser Zeit erlebte der Bergbau durch den Einsatz von russischen Kriegsgefangenen einen Höhepunkt, es wurde sogar Raubbau betrieben. In der Nachkriegszeit nahm der staatlich betriebene Bergbau wieder ab, weil die kriegsbedingten Metallnot aufhörte, keine Kriegsgefangenen mehr als billige Arbeitskräfte zur Verfügung standen und der Abtransport der Erze zur und über die Tauernbahn vergleichsweise aufwendig und teuer war.
1921 wurde der Bergbau stillgelegt und seit 1927 nicht mehr unterhalten. Innerhalb von drei Monaten liefen die Stollen voll Wasser. Das Berghaus wurde anschließend als Fraganter Hütte vom Alpenverein übernommen und betrieben.

## Lage und Streckenverlauf
Das Bergwerk liegt etwa 1800 m üdM. Das unter Tage gebrochene Erz wurde in der Nähe des Stollenmundes durch Klauberinnen aufbereitet. Es wurde daraufhin mit der nahezu waagerecht verlegten 4,5 km langen Rollbahn zum Grafenberg gebracht. Von dort wurde es mit einer Materialseilbahn etwa 1000 Höhenmeter bergab zur Sohle des Mölltales hinabgelassen. Anschließend wurde es mit einer etwa 8 km langen Rollbahn zur Talstation einer weiteren Seilbahn in Raufen gebracht, von wo aus es etwa 300 Höhenmeter zur Station Obervellach der Tauernbahn hinaufgezogen wurde.

## Themenwanderweg
Ein 2019 angelegter Themenwanderweg informiert die Wanderer über die Erzgewinnung und die Arbeitsbedingungen im Bergbau und bei der Erzaufbereitung, für die auch Frauen, Kinder und 1915–1918 russischen Kriegsgefangene beschäftigt wurden.

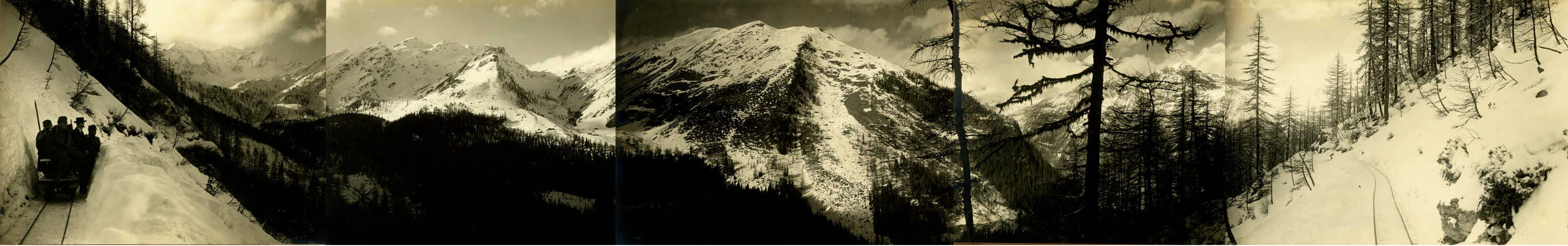
Rundpanorama von der Rollbahn, Großfragant, 1915–1918